# Штокштадт-ам-Райн
Штокштадт-ам-Райн (нім. Stockstadt am Rhein) — громада в Німеччині, знаходиться в землі Гессен. Підпорядковується адміністративному округу Дармштадт. Входить до складу району Грос-Герау.
Площа — 18,72 км2. Населення становить 6152 ос. (станом на 31 грудня 2020).